# Lapinsaari (ö i Finland, Norra Savolax, Norra Savolax, lat 63,59, long 26,93)
Lapinsaari är en halvö i Finland. Den ligger i sjön Haapajärvi och i kommunen Idensalmi i den ekonomiska regionen  Övre Savolax ekonomiska region  och landskapet Norra Savolax, i den centrala delen av landet, 400 km norr om huvudstaden Helsingfors.